# Haruba Negi
Haruba Negi (春場 ねぎ (Xuân Trường Thông) sinh ngày 27 tháng 7 năm 1991 ở Aichi) là một tác giả manga Nhật Bản. Anh tốt nghiệp bằng Trident College of Design năm 2013. Bắt đầu sự nghiệp với tác phẩm đầu tay Coward Cross World được xuất bản trên tạp chí Kodansha năm 2013. Sau đó cùng với Hirose Shun, cả hai đã xuất bản Rengoku no Karma trên tạp chí Weekly Shōnen 2014.

## Sự nghiệp
Haruba Negi tốt nghiệp khoa truyện tranh của Học viện dạy nghề thiết kế Trident vào năm 2013, sau đó nhận được giải thưởng Manga cho người mới xuất sắc trong tuần của Shounen Mangazine lần thứ 89 do Kodansha tài trợ trong những ngày anh còn đi học, anh có tác phẩm manga đầu tay mang tên Coward Cross World vào tháng 11 năm 2013.
Vào năm 2014, Haruba đã nhận được Gold Award cho tác phẩm Ura Sekai Communication của anh tại Giải Dengeki lần thứ 21 do Kadokawa và ASCII Media Works tài trợ, bộ manga này sau đó xuất bản trên tạp chí Weekly Comic Dengeki Daioh vào tháng 9 năm 2014.
Haruba Negi và Hirose Shun đã hợp tác phát hành 5 chương Rengoku no Karma trên tạp chí Weekly Shōnen vào ngày 22 tháng 10 năm 2014 - năm 2015. Vào ngày 9 tháng 12 năm 2015, anh phát hành Vampire Killer trên Weekly Shōnen Mangazine. Vào ngày 25 tháng 1 năm 2017, anh thông báo phát hành một one-shot (truyện ngắn) có tựa đề Gotōbun no Hanayome. Nhận những phản ứng tích cực, one-shot này nhanh chóng được thông báo phát triển thành manga trên Weekly Shōnen Mangazine vào ngày 9 tháng 8 năm 2017. Gotōbun no Hanayome rất thành công khi sau đó được chuyển thể thành anime (2 mùa TV anime, một anime điện ảnh), được mua bản quyền để sản xuất các vật phẩm ăn theo (vật phẩm, thực phẩm, game di động).

## Công việc

### Manga
- 2014-2015: Rengoku no Karma (煉獄のカルマ). 5 chương, Hợp tác với Hirose Shun (廣瀬 俊).
- 2017-2020: Gotōbun no Hanayome (五等分の花嫁), phát hành tại Việt Nam dưới tên "Nhà có 5 nàng dâu" bởi NXB Kim Đồng
- 2021 -: Sentai Dai-shikkaku (戦隊大失格)

### One-shot
- 2013: Coward Cross World (カワードクロスワールド).
- 2014: Ura Sekai Communication (裏世界コミュニケーション).
- 2016: Vampire Killer (ヴァンパイアキラー).
- 2017: Gotōbun no Hanayome (五等分の花嫁).